# Hanns Anselm Perten

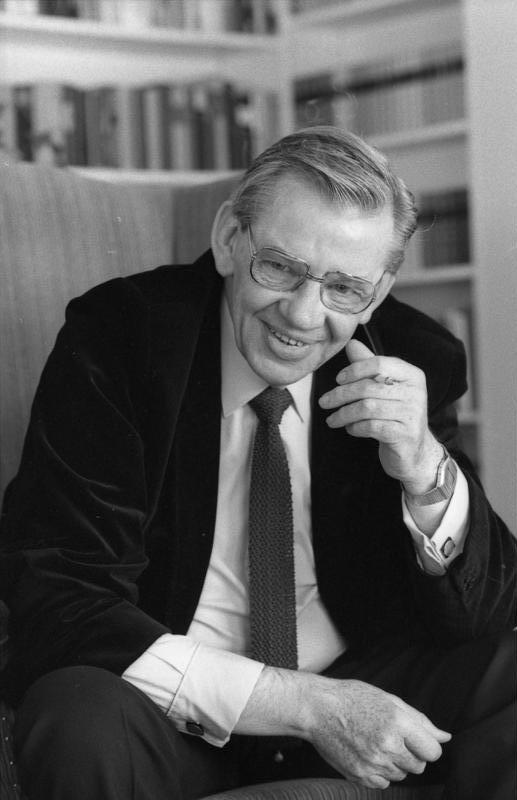
Hanns Anselm Perten (1982)

Hanns Anselm Perten, geb. als Johannes Franz Piotrowski (* 12. August 1917 in Schleusenau bei Bromberg (heute: Bydgoszcz, Polen); † 29. November 1985 in Rostock) war ein Schauspieler, Regisseur und Theaterintendant in der DDR.

## Leben und Wirken

### Herkunft und frühe Jahre
Hanns Anselm Perten war der Sohn des Gastwirts Franz Simon Piotrowski und dessen Frau Helene. Sein Vater war Mitglied der SPD und des Reichsbanner Schwarz-Rot-Gold. 1919 zogen die Eltern nach Hamburg, wo sein Vater zunächst kurzzeitig bei der Deutschen Reichsbahn arbeitete und dann eine Gastwirtschaft übernahm. Diese diente bis 1935 als Parteilokal der SPD und des Reichsbanner. Ab 1924 besuchte Perten die Volksschule und wechselte 1928 auf das Katholische Gymnasium Hamburg. 1934 schloss er die Schule mit der zehnten Klasse ab und begann 1935 eine Lehre als Schriftsetzer bei der Hanseatischen Verlagsanstalt in Hamburg.
Ab 1936 besuchte Perten Abendkurse der Kunstgewerbeschule Hamburg und war Gasthörer an der Universität Hamburg in Zeitungskunde, Kunst- und Literaturgeschichte. In den 1930er Jahren entstanden erste Zeichnungen und eine große Anzahl Gedichte. 1938 wurde er wegen eines Vergehens gegen das Heimtückegesetz fristlos aus der Hanseatischen Verlagsanstalt entlassen und kurzzeitig für einige Wochen im KZ Fuhlsbüttel inhaftiert, das in dieser Zeit als Polizeigefängnis diente.

### Zweiter Weltkrieg und Anfänge am Theater
Nach der Entlassung wurde er zum Reichsarbeitsdienst, später zur Wehrmacht eingezogen. Er wurde als Schreiber in Stettin eingesetzt, wo er im August 1939 Henny Wilke kennenlernte. Während des Einsatzes beim Überfall auf Polen wurde Perten verwundet und nach dem Lazarettaufenthalt als nicht mehr kriegsverwendungsfähig eingestuft. Er wurde im Generalkommando Stettin eingesetzt. Henny Wilkes Vater lehnte eine Verbindung seiner Tochter mit Perten unter anderem wegen seines polnisch klingenden Familiennamens „Piotrowski“ ab. Beim Heimaturlaub in Hamburg bat Perten deshalb seinen Vater um die Zustimmung zur Namensänderung. Dieser ließ dann 1940 seinen Namen und den seines Sohnes in Perten ändern. Den Namen Perten entlehnte er einer ihm aufgefallenen Beschriftung von Möbelwagen der Firma Pertenreiter. Anfang Dezember 1941 fand die Hochzeit mit Henny Wilke in der Katholischen Kirche Hamburg-Hamm statt. Anfang 1942 wurde Perten wieder nach Stettin versetzt und die Eheleute zogen nach Greifenhagen in Westpommern. Perten wurde nach Rumänien, später nach Rowno abkommandiert.
Nachdem seine Dienststelle nach Neustrelitz verlegt wurde, besuchte er, wie bereits in Stettin, auch hier häufig die Theatervorstellungen. So lernte er den Schauspieler Josef van Santen und dessen Ehefrau Anny von Orelli kennen. Er trug van Santen seinen Wunsch vor, selbst Schauspieler werden zu wollen. Van Santen war von der Theaterbegeisterung Pertens beeindruckt und lud ihn in seine Wohnung ein. Hier und auf ausgedehnten Spaziergängen legte er erste Grundlagen für die Schauspielerei Pertens. Im April 1944 erlangte dieser die Berufszulassung der Reichstheaterkammer als Schauspieler und erhielt ein erstes Engagement am Neustrelitzer Theater. Im Frühjahr 1945 wurde er noch einmal zur Artillerie eingezogen und kam bei Tangermünde in amerikanische Gefangenschaft, aus der er wegen seines schlechten Gesundheitszustands am 27. August 1945 entlassen wurde.

### Nachkriegszeit in Hamburg
Nach seiner Entlassung aus der Kriegsgefangenschaft ging Perten nach Hamburg, wo er auf die Wiederaufnahme des Theaterbetriebs hoffte. Die Komödie in Altona, die dem Guttemplerorden gehörte, wurde am 30. Dezember 1945 wieder eröffnet und Perten erhielt dort ein Engagement. Im Februar 1946 wechselte er zum Hamburger Volkstheater. Ein Vorteil für Perten war die Vielseitigkeit der Anforderungen an die Schauspieler. Der Spielplan beinhaltete Schauspiel, Oper und Operette und die Schauspieler mussten zwischen den Sparten wechseln. Hinzu kamen lange Gastspielreisen, in denen das Ensemble sämtliche Arbeiten von Darstellungen auf der Bühne, Bühnenauf- und -abbau, Organisation der Reise usw. selbst erledigen musste. Perten hatte bei einer Gastspielreise durch Schleswig-Holstein Gelegenheit, in die Regie zu wechseln. Er trat in dieser Zeit in die KPD ein und gründete das Schauspielkollektiv Die Laternenanzünder des KPD-Bezirksverbands Wasserkante. Dieses Kabarett bot Perten die Möglichkeit, seine Fähigkeiten als Autor, Schauspieler und Regisseur zu entwickeln.
Perten wurde Delegierter der 1. Kulturkonferenz der KPD in Neumünster und vertrat die KPD im Ausschuss für staatsbürgerliche Bildungsstellen als Mitglied im Zonenbeirat der britischen Militärregierung. In dieser Zeit war er auch freischaffend als Kritiker für die KPD-Zeitung Hamburger Volkszeitung tätig.

### Wechsel in die Sowjetische Besatzungszone
Im Dezember 1946 ging Perten in die Sowjetische Besatzungszone nach Boizenburg/Elbe. Die KPD Wasserkante empfahl Willi Bredel, dem Gründer des Kulturbundes in Mecklenburg, Perten für „höhere Aufgaben“ einzusetzen. Dieser trat in die SED ein und ihm wurde die Leitung der Puppenbühne, das Kabarett Die Lunte und die Kammerspiele des Kulturbundes in Schwerin übertragen.
Später wurde er Leiter der Sektion für Theater im Kulturbund. Seine Aufgaben umfassten die Organisation von Theateraufführungen, Finanzfragen, die Programmgestaltung und die Organisation von Urlaubsaufenthalten der Künstler an der Ostseeküste in Ahrenshoop. Diese Sektion hatte eine wichtige Unterorganisation, die Vorzensurkommission, die für die Genehmigung von Stücken und Manuskripten nach Absprache mit der Sowjetischen Militäradministration zuständig war. Damit konnte der Kulturbund stil- und geschmacksbildend wirken. Perten war auch als Redakteur für die mecklenburgische Zeitschrift des Kulturbunds tätig; er schrieb mehrere Artikel zu unterschiedlichen Themen. Ebenso erschienen Kritiken, Artikel und Gedichte in der Schweriner Landes-Zeitung, der Täglichen Rundschau in Berlin oder in der Ostseezeitung Rostock.

### Wirken als Theaterleiter
Am 1. September 1947 setzte man Perten zum künstlerischen Leiter des Landessenders in Schwerin ein. Für diesen Sender schrieb er Kurzszenen, Kommentare und Kritiken. Er gehörte zu den Gründungsmitgliedern der Gesellschaft zum Studium der Kultur der Sowjetunion, aus der später die Gesellschaft für Deutsch-Sowjetische Freundschaft wurde. Für die Unterstützung dieser Gesellschaft wurde 1948 die Maxim-Gorki-Bühne gegründet, deren stellvertretender Leiter Perten wurde. Mit der Aufführung von klassischen russischen und sowjetischen Gegenwarts- und Revolutionsstücken sollten dadurch Vorbehalte gegen diese Stücke in der Bevölkerung abgebaut werden. Als Direktor des Hauses und stellvertretender Intendant hatte Perten wegen „menschlicher Schwächen“ große Schwierigkeiten, es gab „viele Klagen führender Genossen“.
Später war er vier Jahre lang als Intendant in Wismar tätig und bekleidete daneben bis zu seinem Tod Kulturämter.
Von 1952 bis 1985 wirkte Perten als Intendant am Volkstheater Rostock, das er über die Grenzen der DDR bekannt machte. Für den Dramatiker Peter Weiss wurde das Volkstheater in Rostock Hausbühne. Für Rolf Hochhuth, Hans Werner Henze und andere war Perten eine Art Vater. Viele Stücke von diesen Autoren wurden in Rostock ur- oder erstaufgeführt. Das Theater wurde das bedeutendste Reisetheater der DDR – vor allem nach Westdeutschland.
Perten gilt als Schöpfer der Störtebeker-Festspiele in Ralswiek auf Rügen,  arbeitete aber auch immer wieder als Schauspieler und Regisseur für den Rundfunk der DDR und den Deutschen Fernsehfunk.
In der Zeit von 1970 bis 1972 war er Generalintendant des Deutschen Theaters in Berlin.

### Tod
Pertens Todesumstände sind bis heute nicht eindeutig geklärt. So wurde sein Leichnam in den 2000er Jahren exhumiert, da Fremdeinwirkung oder Suizid vermutet wurde. Der früher ebenfalls am Volkstheater Rostock wirkende Wolfgang Grahl ging in seiner späteren Tätigkeit als Journalist bei der Zeitung Norddeutsche Neueste Nachrichten 2004 den ungeklärten Todesumständen Pertens nach. Im weiteren Verlaufe der Aufklärung erhärtete sich gemäß Interview von Wolfgang Grahl mit Michael Pietschmann jedoch die These von Pertens Freitod.

## Privates
In erster Ehe heiratete Perten 1941 Henny Wilke, im Oktober 1942 wurde der gemeinsame Sohn Hanns-Rainer geboren. Von 1954 bis zu ihrem Tod im Jahr 1984 war er mit der Schauspielerin Christine van Santen verheiratet.

## Auszeichnungen
- 1975: Vaterländischer Verdienstorden in Silber
- 1977: Held der Arbeit
- 1980: Nationalpreis der DDR I. Klasse für Kunst und Literatur
- 1982: Conrad-Ekhof-Ring des Volkstheaters Rostock[13]

## Filmografie
Als Darsteller
- 1954: Kein Hüsung
- 1955: Ernst Thälmann – Führer seiner Klasse
- 1958: Tilman Riemenschneider
- 1958: Nur eine Frau
- 1960: Was wäre, wenn …?
- 1963: Jetzt und in der Stunde meines Todes
- 1963: Die Hochzeit von Länneken
- 1965: Wenn du groß bist, lieber Adam
- 1966:	Oben fährt der große Wagen (Fernsehfilm)
- 1969: Das siebente Jahr
- 1970: Ich – Axel Cäsar Springer (Fernsehserie in fünf Teilen)

Als Regisseur
- 1965: Terra Incognita
- 1978: Francis Durbridge: Der elegante Dreh
- 1981: Juristen[14]
- 1984: Martin Luther & Thomas Münzer oder Die Einführung der Buchhaltung[15]

## Theater
Regie
- 1956: William Shakespeare: Antonius und Cleopatra (Volkstheater Rostock)
- 1959: Kurt Barthel: Klaus Störtebeker (Rügenfestspiele Ralswiek)
- 1962: Rafael Solana: Das Konzert der Marionetten (Volkstheater Rostock)
- 1962: Jerome Kilty: Geliebter Lügner (Volkstheater Rostock)
- 1965: Peter Weiss: Marat-Drama (Volkstheater Rostock)
- 1973: Antonio Buero Vallejo: Der Traum der Vernunft (Volkstheater Rostock)
- 1973: Peter Weiss: Hölderlin (Volkstheater Rostock)
- 1974: Tennessee Williams: Süßer Vogel Jugend (Volkstheater Rostock)
- 1975: Rolf Hochhuth: Lysistrate und die NATO (Volkstheater Rostock)
- 1975: Ernst Schumacher: Einstein (Volkstheater Rostock)
- 1975: Claus Hammel: Rom oder Die zweite Erschaffung der Welt (Volkstheater Rostock)
- 1976: Edward Albee: Wer hat Angst vor Virginia Woolf? (Volkstheater Rostock)
- 1977: Claus Hammel: Das gelbe Fenster, der gelbe Stein (Volkstheater Rostock)
- 1978: Alexei Arbusow: Altmodische Komödie (Volkstheater Rostock)
- 1979: Francis Durbridge: Der elegante Dreh (Volkstheater Rostock)
- 1980: Anne Habeck-Adameck: Ein Augenblick ist mein gewesen (Volkstheater Rostock)
- 1980: Eugene O’Neill: Trauer muss Elektra tragen (Volkstheater Rostock)
- 1981: Rolf Hochhuth: Ärztinnen (Volkstheater Rostock)
- 1982: Jean Giraudoux: Die Irre von Chaillot (Volkstheater Rostock)
- 1983: Barbara Noack: Kann ich noch ein bißchen bleiben? (Volkstheater Rostock – Kleines Haus)

Textbuch für das Heitere Musiktheater der DDR
- Eine Frau, die gefällt, Operette – Musik von Gerhard Großkopf – Textbuch von Hanns Anselm Perten – Uraufführung: 25. September 1954, Theater Schwerin und anderes.

## Veröffentlichungen
- Hanns Anselm Perten: Valse Melancolique – Gedichte. Hrsg. von Michael Stefan Pietschmann. Epubli, Berlin 2019, ISBN 978-3-7502-4674-4.